# Tugu Sempurna
Tugu Sempurna is een bestuurslaag in het regentschap Musi Rawas van de provincie Zuid-Sumatra, Indonesië. Tugu Sempurna telt 1473 inwoners (volkstelling 2010).